# Victor (symbole)
Pour les articles homonymes, voir Victor.

Un symbole victor.

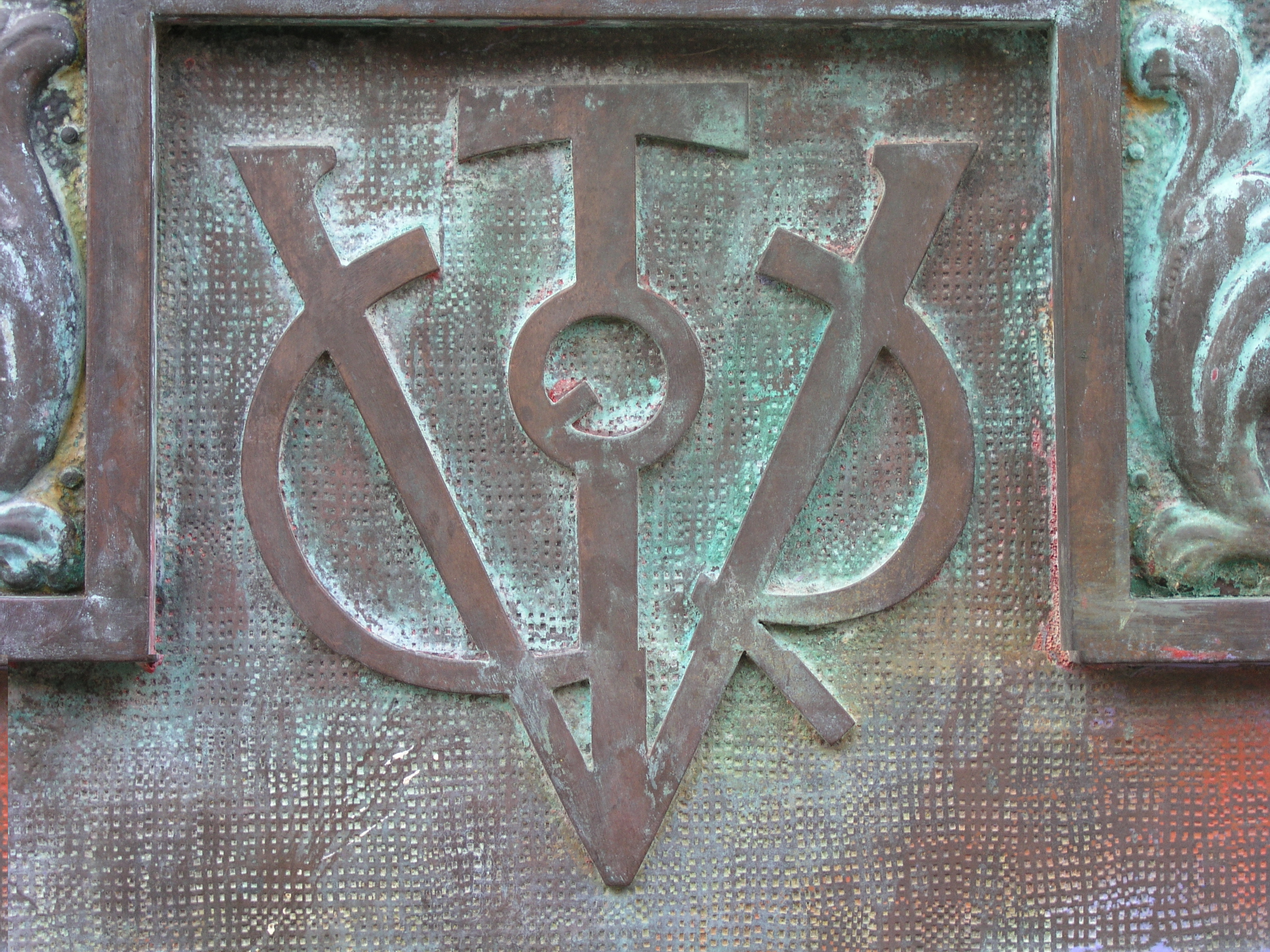
Un victor franquiste.

Le vítor ou víctor (le vainqueur), en plus de l'interjection utilisée pour applaudir (équivalent à ¡viva!) est un symbole dérivé du chrisme du Bas-Empire romain. Il a été adopté par certaines universités espagnoles depuis le XIVe siècle, notamment celle de Salamanque, celle d'Alcalá de Henares, celle de Séville et celle des Indes, comme emblème commémoratif de ceux qui ont obtenu le titre de docteur, dans les inscriptions murales, avec de la peinture rouge ou noire qui se conserve aujourd'hui. Après la guerre civile espagnole, il a été choisi pour être utilisé dans le défilé de la victoire (19 mai 1939) et, depuis lors, tout au long de la dictature de Franco, comme emblème de Francisco Franco.

## Le victor franquiste
Probablement le premier Victor franquiste était celui peint sur la façade nord de la  Cathédrale de Salamanque et sous le Victor l'inscription, apparemment élogieuse, FRANCISCUS FRANCO, MILES GLORIOSUS (voir aussi la signification du Miles gloriosus).